# 人間石鹸
人間石鹸（にんげんせっけん）は、第二次世界大戦中にユダヤ人強制収容所の犠牲者の肉体から工業的に石鹸が製造されたとするプロパガンダおよび都市伝説。この逸話は広く信じられてきたが、人間の脂肪から石鹸が工業的に製造されたという証拠はない。しかし、石鹸の実験的な製造の証拠はあるとされている。ヤド・ヴァシェム記念館でもナチスがユダヤ人の死体から石鹸を作ったことはなく、強制収容所の収容者を怖がらせるためにナチスが用いた風説であると公式に言及している。
ただし、実際にナチスが収容者を脅すために流したという主張は根拠が無く、むしろ親衛隊全国指導者ハインリヒ・ヒムラーはこのような噂が広がるのを嫌がっていた。最初に噂を事実として捉えたのは、ユダヤ団体の「アグダト・イスラエル (イスラエル連合)」である（それらの内容については後述する）。また、ニュルンベルク裁判で事実のように主張して、ドイツ人を非難したのはソ連の検事スミルノフである。戦後は映画『夜と霧』などで大きく宣伝され信じる人も多かったが、いわゆる歴史修正主義者（ホロコースト否認主義など）は当然ながら、一貫して否定していた。

## 歴史

### 第一次世界大戦
ドイツ人が人間の死体の脂肪を用いた製品を作っているという主張は、第一次世界大戦時のイギリスで既に見られる。1917年4月にタイムズ紙では、ドイツ人が死亡した兵士の肉体をレンダリングし、石鹸などを作っていると伝えている。1925年になって、イギリス外務大臣オースティン・チェンバレンは公式に「死体工場」の話は嘘であると認めた。

### 第二次世界大戦
戦時中、ナチスが強制収容所の収容者の肉体から石鹸を製造しているという風説が広まった。ドイツは第二次世界大戦中、油脂の不足に悩まされており、石鹸の製造を政府の統制下に置いていた。「人間石鹸」という風説は、石鹸に刻まれたRIFという刻印に由来するものであるかもしれない。RIFとは「Reichsstelle für Industrielle Fettversorgung」（帝国工業用油脂局、戦時中の石鹸および洗剤の製造・配給を担うドイツ政府の部局）の略であったが、なかには「Reichs-Juden-Fett」（帝国ユダヤ人の脂肪、ドイツ語の頭字語では「i」と「j」は置き換えることができる）と解釈するものもいた。RIF石鹸は品質の低い代用品であり、人体由来のものであれ何であれ、油脂はまったく含んでいなかった。
確認できる最も早い時期の石鹸への言及は、スイス在住の正統派ユダヤ教団体「アグダト・イスラエル」のIsaac Sternbuchによる、1942年9月3日の電報に見られる。「最近入手した確実な情報によれば」「ユダヤ人の死体から石鹸と肥料が作られている」という内容で、「アメリカ合衆国の反応を引き出すためにあらゆる手段を取ってください」として政治家、報道機関を動かすこと、アルベルト・アインシュタインやトーマス・マンのような著名人に知らせることを呼びかけていた。続いて同じ9月中、世界ユダヤ人会議のスイス代表ゲルハルト・リーグナーは「匿名ドイツ軍高官の証言」として、ユダヤ人の死体から石鹸、にかわ、潤滑剤を製造する少なくとも2つの工場が存在しており、ユダヤ人の死体は1体50マルクの値がつけられているという文書を入手、これをアメリカ国務省に送っている。
ラウル・ヒルバーグは早くとも1942年10月にはルブリンでこのような話が広まっていると記録している。ドイツ人自身もこれに気づいていた。例えば親衛隊全国指導者ハインリヒ・ヒムラーが受け取ったある手紙には、ポーランド人はユダヤ人が「煮溶かされて石鹸にされて」いると信じていると書かれていた。手紙はまた、ポーランド人もそのような運命にあるのではないかと恐れていることに言及していた。実際に、そういう風説を知った一部のポーランド人が石鹸の不買運動を行っている。ヒムラーはこの風説に苛立っていた。風説は、収容所の監視がお粗末であることを暗に示していたからである。そのためヒムラーは、収容所の全ての死体が可及的速やかに焼却されるか、もしくは埋められるべきであると強調した。
ソ連のプロパガンダ担当のイリヤ・エレンブルクは自身の著書『The Complete Black Book of Russian Jewry』の中で真実としてこの話の一般的な形を記録している。

### グダニスク
アレクサンダー・ワースの著書『Russia at War 1941 to 1945』で、彼は1945年に赤軍によって解放されたグダニスクを短期間訪れ、街の郊外に人間の死体から石鹸を作る実験工場を見たと記録している。ワースは「スパナーというドイツ人博士」が稼働させていたもので、「悪夢のような光景だった。タンクの中身は液体に浸かった人間の頭や胴体だった。そしてバケツの中身は、薄片状の物質——人間石鹸——だった」と書いている。
ニュルンベルク裁判では、ジークムント・メイザーというダンツィヒ解剖学研究所の助手が収容所で死体の脂肪から作った石鹸のテストをしており、40体の死体から集めた70から80 kg の脂肪で25 kg 以上の石鹸を製造することができ、完成した石鹸はルドルフ・スパナーという博士が保有していたと述べている。目撃証人には、収容所の建設に従事させられたイギリス人収容者やグダニスク薬学校毒性学部長スタニスワフ・ビツコフスキー (Stanislaw Byczkowski) 博士が含まれていた。ホロコーストの生き残りであるトーマス・ブラットはこの件を調査し、具体的な文書がほとんど見つからず、人間の脂肪から石鹸が大量生産された証拠は無いとした。しかし、石鹸を作る実験の証拠はあったとしている。

## 戦前(ナチス以外)
- マヌエル・ブランコ・ロマサンタ（英語版） - 1853年のスペイン初の連続殺人犯。殺害した死体から脂肪をレンダリングして高品質な石鹸を作った。タローマン(tallow-man,動物の組織から脂肪をレンダリングして石鹸や蝋燭を作る者という意味一般）と呼ばれた。

## 戦後
「人間石鹸」の伝説は、アラン・レネが1955年のホロコーストドキュメンタリー映画『夜と霧』においてこの話を事実として扱ったことで、戦後も続いた。戦後のイスラエル人には、ナチズムのユダヤ人犠牲者を「サボン」（ヘブライ語で「石鹸」の意）と軽蔑する者もいた。
ホロコーストの主流派学者は、人間の脂肪から造られたとする「石鹸神話」を第二次世界大戦の民間伝承と考えている。ワルター・ラカーやギッタ・セレニー、デボラ・リップシュタットといったユダヤ歴史家も人間から石鹸を作った話は嘘だと主張している。同様の見方は、イスラエルのヘブライ大学教授イェフダ・バウアーやイスラエルのヤド・ヴァシェムホロコースト記念館のアーカイブディレクターであるシュムエル・クラコウスキーによっても支持されている。
石鹸とは異なるが、2009年にはペルーで脂肪や人体組織を化粧品用に転売する目的で殺害したとして逮捕者が発生している。この事件はピシュタコに例えられた。